# Flik 44
A Fliegerkompanie 44 (rövidítve Flik 44, magyarul 44. repülőszázad) az osztrák-magyar légierő egyik repülőszázada volt.

## Története
A századot az ausztriai Straßhofban állították fel, majd kiképzése után 1917. április 1-én a román frontra küldték, ahol Szentkatolna és Kománfalva tábori repülőtereiről indultak bevetésekre. 1917. július 25-én az egész légierőt átszervezték; ennek során a század hadosztályfelderítői feladatot kapott (neve ekkortól Divisions-Kompanie 44, Flik 44D). 1917 végén az egységet átirányították az olasz frontra. 1918 nyarán az Isonzó-hadsereg alárendeltségében vett részt a Piave-offenzívában; ekkor Pramaggiore volt a bázisa. 1918 szeptemberében egy újabb átszervezés során hadtesthez rendelt alegységgé (Korps-Kompanie 44, Flik 44K) nyilvánították.
A háború után a teljes osztrák légierővel együtt felszámolták.

## Századparancsnokok
- Korbuly László huszárszázados
- Hangay Sándor százados

Heinrich Schartner százados

## Századjelzés
A század repülőgépeinek oldalán a pilótafülke mögött lesújtó villám volt látható.   

## Repülőgépek
- Hansa-Brandenburg C.I
- UFAG C.I